# North Castle
North Castle – miasto w Stanach Zjednoczonych, w stanie Nowy Jork, w hrabstwie Westchester.